# Wochenblatt für Uetersen
Das Wochenblatt für Uetersen war eine von 1884 bis 1929 in Uetersen erscheinende regionale Tageszeitung.

## Geschichte
Bereits im Jahre 1858 wurde in Uetersen der Versuch unternommen eine Zeitung zu gründen. Diese Bemühungen scheiterten jedoch an dem Widerstand der dänischen Regierung, die kein neues Privileg erteilen wollte. Am 27. Oktober 1864 erschien das erste Probeexemplar des Wochenblatt für Uetersen. Es bestand aus 4 Seiten und erschien zweimal wöchentlich und kostete pro Quartal 1 Mark. Im Redaktionsartikel der 1. Ausgabe war unter anderem folgendes zu Lesen: Je nach den Zeitverhältnissen werden wir künftig die politischen Ereignisse in einem längeren oder kürzeren Berichte zusammenfassen, dann werden wir eine Erzählung, Tagesneuheiten, Landwirtschaftliches und – hierbei fühlen wir uns hauptsächlich auf die tätige Mitwirkung des Publikums angewiesen – Lokales bringen.
Die Ereignisse im Land und in der Heimat waren in der damaligen Zeit besonders günstig für die Entwicklung der Zeitung, so dass sie bald dreimal wöchentlich erschien. Doch erst im Jahre 1912 wurde daraus eine Tageszeitung. 1929  wurde das Blatt von den Uetersener Nachrichten aufgekauft und  Zeitungen verschwand vom Markt.